# Cieszmy się życiem
Cieszmy się życiem (lub Pieniądze to nie wszystko, ang. You Can’t Take It with You) – amerykańska komedia w reżyserii Franka Capry, powstała w oparciu o sztukę pod tym samym tytułem, której autorami byli George Kaufman oraz Moss Hart. Film nagrodzony w 1939 roku Oscarami dla najlepszego filmu oraz za reżyserię.

## Fabuła
Alice Sycamore (w tej roli Jean Arthur), której rodzina to unikatowy zbiór osób ekscentrycznych i oryginalnych jest zakochana w Tonym Kirbym (James Stewart) – prostolinijnym potomku zamożnego i staroświeckiego rodu. Spotkanie tych dwóch tak odmiennych od siebie rodzin doprowadza do zabawnej kolizji dwóch różnych stylów życia, poglądów i filozofii, co pozwala im na nowo odkryć zwykłe przyjemności, które przynosi życie.

## Obsada
- Jean Arthur jako Alice Sycamore
- Lionel Barrymore jako Grandpa Martin Vanderhof
- James Stewart jako Tony Kirby
- Edward Arnold jako Anthony P. Kirby
- Mischa Auer jako Boris Kolenkhov
- Ann Miller jako Essie Carmichael
- Halliwell Hobbes jako DePinna
- H.B. Warner jako Ramsey
- Samuel S. Hinds jako Paul Sycamore
- Donald Meek jako Poppins
- Spring Byington jako Penny Sycamore
- Edward Earle jako menedżer bankowy

i inni

## Nagrody i nominacje
W roku 1939 film nominowany był do Oscara w 7 kategoriach: (pogrubienie oznacza wygraną statuetkę)
- Najlepszy film (Frank Capra)
- Najlepszy reżyser (Frank Capra)
- Najlepsza aktorka drugoplanowa (Spring Byington)
- Najlepsze zdjęcia (Joseph Walker)
- Najlepszy montaż (Gene Havlick)
- Najlepszy scenariusz (Robert Riskin)
- Najlepszy dźwięk (John P. Livadary)